# Psicrófilo
Organismos psicrófilos são organismos extremófilos capazes de viver e de se reproduzir a temperaturas baixas, em oposição a organismos termófilos que vivem a temperaturas altas. A temperatura ótima de crescimento situa-se entre os 15º e 20º, a temperatura máxima de crescimento em 20º ou mais e a temperatura mínima de crescimento em 0º ou menos. Estão presentes em solos árticos e alpinos, altas latitudes, formações de gelo e águas oceânicas profundas.
A maior parte dos organismos psicrófilos são bacteria ou archea.